# Joseph Brüggemann
Joseph Johannes Karl Brüggemann (* 18. Juli 1879 in Boppard; † 13. November 1946 in Mülheim an der Ruhr) war ein deutscher Schulleiter in Kleve und Mülheim, der 1944 wegen seiner Opposition zwangspensioniert wurde.
Der Sohn von Prof. Hermann Brüggemann legte das Abitur 1897 am Gymnasium an der Apostelkirche in Köln ab. Dann studierte er Deutsch und Geschichte sowie alte Sprachen bis zum Staatsexamen 1903. Während seines Studiums wurde er 1897 Mitglied der KDStV Novesia Bonn im CV. In Tübingen wurde er 1907 über Ludwig Tieck promoviert. Im Schuldienst ab 1903 legte er das Referendariat in Köln ab, unterrichtete darauf in Köln und Trier. 1913 wurde er zum Schulleiter des Staatlichen Gymnasiums zu Cleve, 1925 in Mülheim an der Ruhr ernannt. Im Ersten Weltkrieg diente er am Ende 1918 als Reservehauptmann. In Mülheim wurde der Katholik am 1. April 1944 aus der derzeit sogenannten Langemarck-Schule entlassen, weil er sich geweigert hatte, in die NSDAP einzutreten. Nach der Befreiung 1945 bis zum Tode 1946 leitete er übergangsweise wieder das neu eröffnete humanistische und zugleich das Realgymnasium in Mülheim.
Brüggemann publizierte zur deutschen Sprachlehre, gymnasiale Schulgeschichtsbücher in der Reihe von Heinrich Konrad Stein beim Schöningh Verlag und gab 1933 eine Schulausgabe von Caesars Bellum civile bei Aschendorff heraus.

## Schriften
- Ludwig Tieck als Übersetzer mittelhochdeutscher Dichtung: eine Kritik. Trier 1908 [= Tübinger Dissertation 1907] Digitalisat
- Geschichte des Rheinlandes. Schöningh, Paderborn 1932